# Búpalo y Atenis

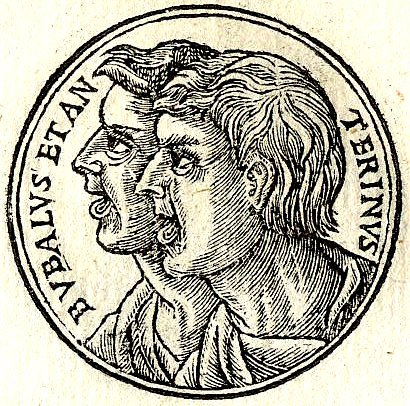
Búpalo y Atenis en el libro Promptuarii Iconum Insigniorum

Búpalo (en griego: Βούπαλος) y Atenis (en griego: Ἄθηνις), fueron hijos de Arquermo y miembros de la célebre escuela de escultura en mármol que floreció en Quíos en el siglo VI a. C. Eran contemporáneos del poeta Hiponacte, a quien se dice que caricaturizaron. Sus obras consistieron casi en su totalidad en figuras femeninas vestidas, Artemisa, Fortuna, Cárites, cuando a la escuela de Quíos se la llamaba también como la escuela de Madonnas. Augusto trajo muchas de las obras de Búpalo y Atenis a Roma y las colocó en el frontón del templo de Apolo Palatino. Búpalo supuestamente se suicidó por vergüenza después de que Hiponacte escribiera poesía satírica cáustica sobre él para vengarse de Búpalo por negarse a dejar que Hiponacte se casara con su hija y por su caricatura de Hiponacte.
Aristófanes se refiere a Búpalo en su obra Lisístrata. Cuando el Coro de Hombres se encuentra con el Coro de Mujeres cerca del borde noroeste de la Acrópolis, ridiculizan a las mujeres: "Te garantizo, ahora, que si dos o tres veces les abofeteamos limpiamente, aprenderán, como Búpalo, a vigilar sus lenguas discretamente". (traducción de Benjamin Bickley Rogers )
Ahora se sugiere que el friso norte (y quizás también el este) del Tesoro de los sifnios en Delfos fue obra de Búpalo, basándose en una inscripción parcialmente borrada alrededor de la circunferencia de uno de los escudos del gigante, reconstruido como:
Ḅ[όπαλ]ο[ς Ἀρχέρμο̄? τά]δε καὶ τὄπισθεν ἐποίε
Búpalo, hijo de Arquermo, hizo estas (esculturas) y las que están detrás. 